# Hoplocetus
Hoplocetus és un gènere extint de cetacis fiseteroïdeus que visqueren entre el Miocè inferior i el Pliocè inferior. Se n'han trobat restes fòssils a Alemanya, Bèlgica, els Estats Units, França, Malta i el Regne Unit.
Tenia les dents enormes (95-150 mm de llargada i 27-47 mm de diàmetre màxim), robustes i dotades d'una còfia d'esmalt curta a les corones. Eren una mica més grosses que les de les orques, però considerablement més petites que les de fiseteroïdeus macrodepredadors com Zygophyseter, així com les de Scaldicetus caretti. Presenten un alt grau d'abrasió, cosa que fa pensar que ocupaven un nínxol ecològic comparable al de les orques. El gènere de les orques, Orcinus, aparegué durant el Pliocè mitjà i possiblement substituí Hoplocetus.
Aquests caràcters dentals també caracteritzen uns altres gèneres extints d'odontocets, Diaphorocetus, Idiorophus i Scaldicetus, que de vegades s'agrupen amb Hoplocetus en la subfamília dels hoplocetins. Tanmateix, alguns d'aquests tàxons són fragmentaris i s'han fet servir com a tàxons calaix de sastre on posar material no diagnòstic de fiseteroïdeus troncals.